# 开罗国际书展
开罗国际书展（阿拉伯語：معرض القاهرة الدولي للكتاب）是阿拉伯世界规模最大，历史最悠久的图书博览会，一般于每年1月份最后一周在埃及开罗的开罗国际会展中心举办。由埃及文化部图书总机构(英語：General Egyptian Book Organisation)主办。该书展是阿拉伯语出版界最重要的事件。

## 历史
开罗国际书展最早始于1969年，是全球最大的图书博览会之一，吸引了来自全球的书商和每年大约200万的游客。2006年成为仅次于德国法兰克福书展的第二大图书博览会。

## 特色
书展上最具特色的是开罗的出版商提供的阿拉伯语图书，它占了世界阿拉伯语图书的五分之三，以及书展的主办方，国营的埃及文化部图书总机构出版的图书，它是阿拉伯世界最大的图书出版商。书展上有别具特色的摊位，以及私人出版商和来自世界各地的政府机构的宣传，还有图书、视频和其他出版物的零售。在举办书展的三周时间里，几乎每天都有讲座，阅读和公众活动，并且提供阿拉伯语，英语和其他语言的宣传材料。书展通过主流媒体，户外活动以及烟花表演來吸引大量的普通埃及人。

## 争议
近年来左派和穆斯林激进作家抗议开罗国际书展，要求对批评政府的作品以及被认为以色情或文化争议为主题的作品进行封杀。在2000年书展期间，伊斯兰教主义者抗议有他们认为具有冒犯性的图书，并进而造成了暴力冲突。超过2000名的穆斯林学生在邻近开罗国际书展的阿兹哈尔大学外抗议，罕见的导致了对埃及政府的公开抗议，暴力冲突造成75人被捕，多人受伤。学生抗议埃及文化部出版发行一本由叙利亚作家海达尔·海达尔1983年撰写的小说《Banquet for Seaweed》。抗议活动之后，2名政府成员还因涉嫌“诋毁宗教”和出版“违背公共道德”的作品而被捕。
接下来的几年，参展的外国出版商的一些图书被埃及当局没收。没收的作品包括了捷克作家米兰·昆德拉、摩洛哥作家穆罕默德·楚乌库里（Mohamed Choukri）、沙特作家：易卜拉欣·巴迪（Ibrahim Badi），黎巴嫩作家哈南·阿尔-莎伊（Hanan al-Shaykh）和Elias Khoury的作品。2005年，埃及警察逮捕了几个参展的书商和活动家，并控告两名埃及记者“散播反对政府的虚假宣传”以及其他人公开展出社会主义作品。